# Redland City
Redland City, también conocida como Redlands, es un área de gobierno local y una ciudad en el sureste del estado australiano de Queensland, extendiéndose a lo largo de la Bahía de Moreton y cubriendo un área de 537 km². Ubicado entre Brisbane, Logan City y Gold Coast, la ciudad es parte de una de las regiones con mayor crecimiento en Australia.
La ciudad tenía una población estimada de 127.627 habitantes en 2006, cuatro veces el número de residentes con los que contaba cuando era una comunidad rural hace 25 años atrás.
Redland obtuvo el estatus de ciudad el 15 de marzo de 2008, luego de haber sido un Shire desde su creación en 1949, surgida de la fusión de los antiguos shires de Tingalpa y Cleveland.

## Historia
El 11 de noviembre de 1979, bajo la Ley de Juntas Divisionales de 1879, la División de Tingalpa fue creada para gobernar el área al este del área metropolitana de Brisbane. El 30 de mayo de 1885, el área en los alrededores de Cleveland se separaron para formar la División de Cleveland. Bajo la Ley de Autoridades Locales de 1902, ambas divisiones se convirtieron en shires el 31 de marzo de 1903. El concejo de Tingalpa se reunía Mount Cotton.
El 1 de octubre de 1925, una importante parte del shire de Tingalpa (incluyendo los suburbios de Upper Mount Gravatt y Rochedale) fueron incorporados a la nueva Ciudad de Brisbane, junto con otros 20 gobiernos locales.
El 9 de diciembre de 1948, como parte de una importante reorganización de los gobiernos locales del Sureste de Queensland, una ley renombró el Shire de Cleveland a Shire de Redland, y fusionó en ella parte del Shire de Tingalpa (la otra parte de Tingalpa fue incorporada a otros territorios para formar la Shire de Albert). El 15 de marzo de 2008, Redland recibió el estatus de ciudad.

## Geografía
Aunque la mayoría de la población vive en la principal conglomeración urbana alrededor de los centros de Capalaba, Cleveland y Victoria Point, más de 6.000 personas viven en islas en la Bahía de Moreton que también son parte de la ciudad. Estas son South Stradbroke, Coochiemudlo, y las Islas del Sur de la Bahía Moreton de Karragarra, Lamb, Russell y Macleay.

## Medioambiente
Redland City tiene muchos animales y plantas fácilmente reconocibles, tales como koalas, aves costeras migratorias, zorros voladores y bosques de eucapliptos. También es el hogar de más de 1.700 otras especies nativas, muchas de las cuales están amenazadas debido al crecimiento poblacional y sus efectos asociados tales como la fragmentación y destrucción de los hábitats, los caminos, la polución y las extensión de las construcciones.
En las fronteras de la ciudad existen varios pantanos costeros de importancia internacional dentro sitio Ramsar de la Bahía de Morteon. Marismas, manglares y el piso de hierba marina proveen importantes hábitats para peces, crustáceso y:
- grandes números de las especies amenazadas a nivel nacional de tortugas marinas verdes y tortugas bobas.
- El Dugong animal amenazado internacionalmente que es un mamífero marino de gran tamaño de la orden de Sirenia que también incluye especies de manatíes
- 43 especies de aves costeras, entre ellas 30 especies de aves migratorias listadas en acuerdos internacionales para la conservación de aves migratorias. Estas especies migratorias, incluyendo las especies amenazadas del playero siberiano y el zarapito de Siberia, usan esta área durante su viaje a través de la Ruta de Asia Oriental-Australasia.[4][5]

## Cultura y herencia
Redland City tiene varias instalaciones culturales importantes, entre ellas:
- Galería de Arte de Redland
- Museo de Redland
- Redland Performing Arts Centre

Redland City sitios de herencia cultural, entre ellos Cleveland Point Light
En la sección de Enlaces externos de este artículo hay un enlace a una lista del Queensland Heritage Register, la cual incluye a todos los lugares listados como herencia cultural en Redland City.

## Economía

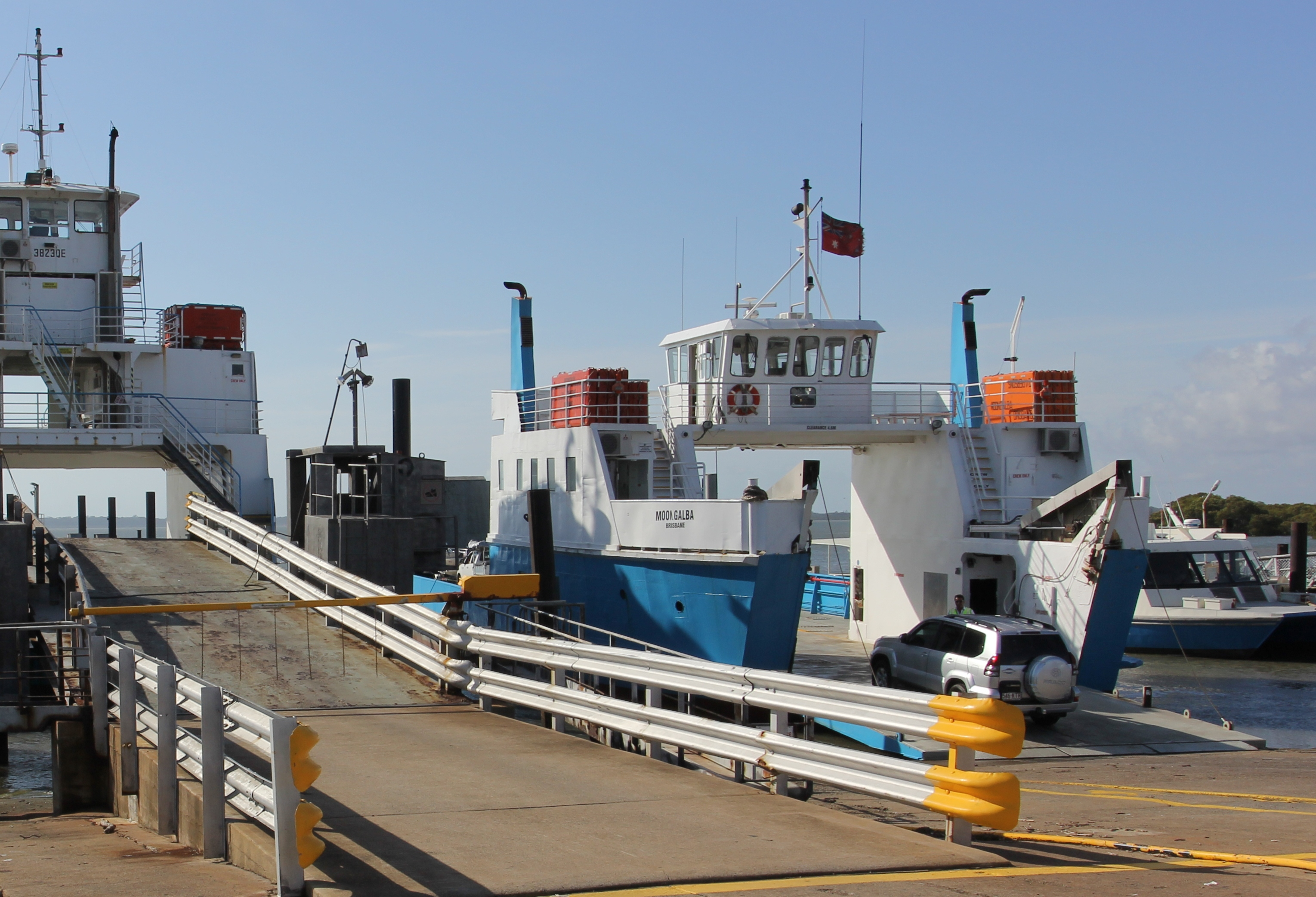
Ferry vehicular en la Bahía Toondah

Redland City cuenta con una variedad de industrias en el continente que incluyen procesamiento de alimentos y bebidas, bienes blancos y manufactura especializada. En cuanto a producción primaria, Redland cuenta el 30% de la producción de aves de corral de Queensland y el 18,9% de la producción de camote. Cuenta con viveros de gran tamaño para el mercado externo y una producción significativa de flores.
Con un incremento importante de la población de retirados, instalaciones para retirados y cuidado de ancianos, además de los servicios profesionales y generales asociados, se han convertido en importantes empleadores de la ciudad.
El turismo se está conviritendo rápidamente en una industria importante. La isla North Stradbroke, una de las islas de arena más grandes del mundo, es un importante imán para los visitantes de la zona pese a que gran parte de la parte sur de la isla está comprometida con contratos mineros y cuencas de agua. La bahía Toondah en Cleveland es la ubicación de la terminal del Ferry de la Isla Stradbroke y usada por taxis marinos y ferries vehiculares para permitir el acceso a North Stradbroke Island.
El 10 de enero el gobierno de Queensland publicó una propuesta de un plan de desarrollo para el Toondah Harbour Priority Development Area (el Área de Desarrollo Prioritario de la Bahía de Toondah) en Cleveland, el cual permitiría el desarrollo de una marina de gran tamaño con capacidad de hasta 800 barcos en el sur de la Bahía Moreton entre la Bahía Toondah, el Parque G.J. Waltery la Isla Cassim. Esta propuesta ha sido recibida con rechazo por parte de planificadores marinos y varios grupos ambientalistas.
Otras industrias incluyen servicios públicos, tales como oficinas gubernamentales y servicios relacionados de los sectores de salud y educación.

## Gobierno local
El Concejo de Redland City tiene un alcalde, y un concejal por cada una de sus 10 divisiones. Se celebran elecciones cada cuatro años y votar es obligatorio.
Karen Williams fue elegida alcaldesa en las elecciones de 2012. Los temas discutidos durante la campaña electoral incluyeron la cantidad y fuente de financiamiento para los candidtaos y el ritmo a través del cual la "mancha urbana" debía expandirse.

## Suburbs
Redland City está formado de los siguientes suburbios y localidades:
- Alexandra Hills
- Amity Point
- Birkdale
- Capalaba
- Cleveland
- Coochiemudlo Island
- Dunwich
- Karragarra Island
- Lamb Island
- Macleay Island
- Mount Cotton
- North Stradbroke Island
- Ormiston
- Point Lookout
- Raby Bay
- Redland Bay
- Russell Island
- Sheldon
- Thorneside
- Thornlands
- Victoria Point
- Wellington Point

Redland City también incluye a varias islas poco pobladas o deshabitadas en la Bahía Moreton, entre ellas:
- Peel Island
- Isla Cassim cerca de Cleveland, la cual es un área baja cubierta manglares y hierba marina en sus alrededores que provee un importante hábitat para aves zancudas y otra fauna.[15] La isla recibió su nombre en honor a William Cassim, uno de los primeros hoteleros de Cleveland.[16]

## Población histórica
| Año  | Población |
| ---- | --------- |
| 1947 | 5.211     |
| 1954 | 7.365     |
| 1961 | 10000     |
| 1966 | 12.632    |
| 1971 | 16.672    |
| 1976 | 27.539    |
| 1981 | 42.527    |
| 1986 | 58.501    |
| 1991 | 80.690    |
| 1996 | 100.101   |
| 2001 | 117.252   |
| 2006 | 131.210   |
| 2012 | 145.336   |